# 압두라흐만 다헤르
압둘라흐만 아사드 다헤르(아랍어: عبد الرحمن ظاهر, 영어: Abdulrahman Thaher)는 주요르단 팔레스타인인 배우, 감독, 풍자 시나리오 작가, 언론인, 인권 옹호자 및 건축가이다.

## 생애와 경력
압두라흐만 다헤르 는 1982년 아랍에미리트에서 태어났으며 팔레스타인 북부 요르단강 서안 지구에 위치한 나블루스 출신의 팔레스타인 가문 출신이다.
그는 와탄 텔레비전 의 제작부 매니저, 안나자 국립대학교의 미디어 센터에서 국제 제작 디렉터, 베이루트의 사말링크 미디어 프로덕션 컴퍼니 에서 수석 프로듀서 등 중요한 직책을 역임했다. 다헤르 는 요르단의 로야 텔레비전 과 런던의 알아라비 텔레비전 등을 포함하여 다양한 TV 프로그램을 제작했다.
다헤르는 와탄 TV의 제작 부서장, 안나자흐 국립대학교(An-Najah National University) 미디어 센터의 국제 제작 책임자, 베이루트에 있는 스마링크 미디어 제작사의 선임 프로듀서를 역임했다. 다헤르는 요르단의 Roya TV와 런던의 Al Araby Television Network를 위해 텔레비전 프로그램을 제작했다.
그의 정치적 대담함과 비판적 작품으로 인해 그는 기소와 체포에 직면했다.

## 체포와 재판

### 팔레스타인 자치 정부에 의한 체포
2018년 8월, 압두라흐만 다헤르는 레바논에서 팔레스타인으로 돌아오던 중 팔레스타인 국경 검문소에서 체포되었다. 이는 팔레스타인 밖에서 제작된 그의 풍자적이고 비판적인 텔레비전 프로그램 때문에 즉각 발부된 체포영장에 따른 것이었다. 그는 확실한 기소 내용이 없어 팔레스타인 공공 검찰에 의해 석방되었다.
2020년 8월, 다헤르는 밤에 안나자흐 국립 대학교를 나서던 중 팔레스타인 예방 보안군에 의해 구금되었다. 그는 텔레비전 작업을 통해 팔레스타인 자치 정부를 비방했다는 혐의로 한 달 반 동안 독방 감금과 집중 심문을 받았다.

### 언론 보도 및 석방 요구
2020년 8월과 9월, 수많은 팔레스타인 활동가, 인권 옹호자 및 언론인들이 팔레스타인 자치 정부의 다헤르 체포에 반대하는 시위를 벌였다. 그들은 그의 열악한 구금 환경과 건강 악화에 항의하며 나블루스 법원과 라말라에 있는 팔레스타인 총리 사무실 밖에서 모였다. 다헤르의 체포는 소셜 미디어와 팔레스타인, 아랍, 국제 언론에서 광범위한 논의를 불러일으켰다. 유엔 인권최고대표사무소와 다양한 국제 인권 단체들이 상황을 주시했다. 당시 팔레스타인 자치 정부는 표현의 자유를 침해하고 정치 활동가와 언론인에 대한 혐의를 조작했다는 비난을 받았다. 이러한 압력으로 인해 2020년 9월 다헤르는 조건부 석방되었지만, 그의 재판은 사이버 범죄법에 따라 계속되었다.

### 무죄 판결
2022년 1월, 나블루스 법원은 다헤르에게 팔레스타인 자치 정부를 모욕한 혐의로 3개월 징역형을 선고했다. 이 판결은 언론인과 활동가들의 강한 반발을 불러일으켰고, 국제 인권 단체들의 개입으로 이어졌다. 이들은 팔레스타인 자치 정부에 다헤르와 다른 언론인들을 보호하고, 정치적 반대 세력에 대한 침해를 중단할 것을 촉구했다. 그 결과, 형은 집행유예되었고 다헤르의 법률팀은 판결에 항소했다. 결국 항소 법원은 다헤르에게 유리한 판결을 내렸고, 2년간의 재판 끝에 그에게 모든 혐의에 대해 무죄를 선고했다.

### 이스라엘에서의 체포
2020년 10월, 다헤르가 팔레스타인 자치 정부 교도소에서 풀려난 지 불과 몇 주 만에 IDF는 나블루스에 있는 그의 집에서 그를 체포했다. 그들은 팔레스타인 밖에서의 그의 텔레비전 작업에 대해 심문했다. 한 달 후, 이스라엘 법원은 그를 석방하기로 판결했다.

## 필모그래피

### 텔레비전

#### 시리즈

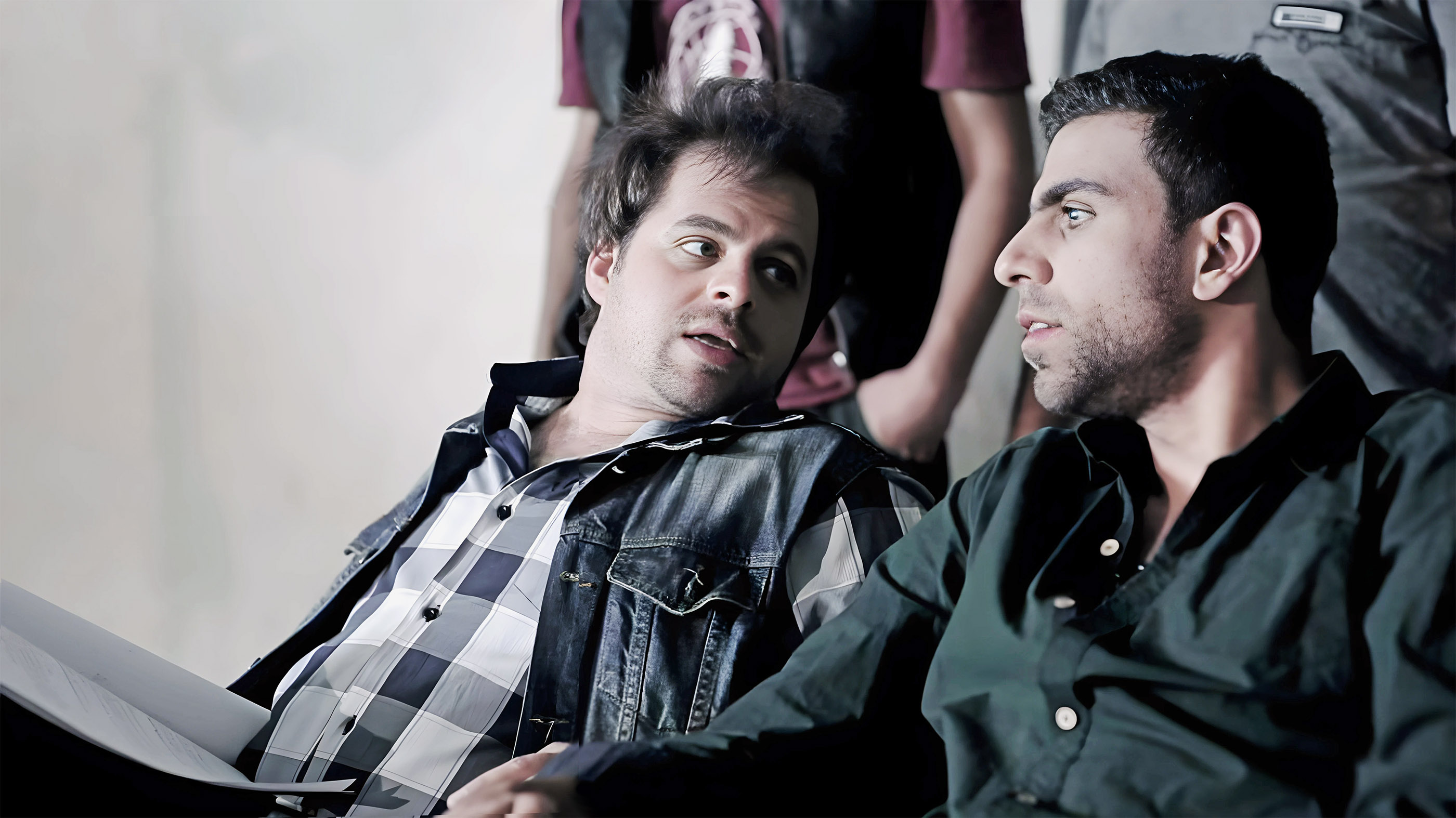
요르단에서 TV 시리즈 "Sukaj" 촬영 중인 압두라흐만 다헤르 (2015)

| 연도 | 제목                       | 장르                      | 제작 국가  | 역할                      | 채널             | Ref.   |
| ---- | -------------------------- | ------------------------- | ---------- | ------------------------- | ---------------- | ------ |
| 2013 | Fenjan Albalad (S1)        | 드라마, 블랙 코미디, 풍자 | 팔레스타인 | 감독, 시나리오 작가, 배우 | Roya TV 채널     | [ 16 ] |
| 2013 | In the Presence of Justice | 드라마, 범죄물, 모호성    | 팔레스타인 | 감독, 작가                | Wattan TV        |        |
| 2014 | Fenjan Albalad (S2)        | 드라마, 블랙 코미디, 풍자 | 요르단     | 감독, 작가, 주연 배우     | Roya TV 채널     | [ 17 ] |
| 2015 | Fenjan Albalad (S3)        | 드라마, 블랙 코미디, 풍자 | 요르단     | 감독, 작가, 주연 배우     | Al Araby TV 채널 | [ 18 ] |
| 2015 | Sukaj (S1)                 | 블랙 코미디               | 요르단     | 감독, 작가, 주연 배우     | Al Araby TV 채널 |        |
| 2016 | Sukaj (S2)                 | 블랙 코미디               | 요르단     | 감독, 작가, 주연 배우     | Al Araby TV 채널 | [ 19 ] |
| 2020 | What's up                  | 코미디                    | 팔레스타인 | 작가, 주연 배우           | NBC TV           |        |

#### 애니메이션 시리즈
| 연도 | 제목           | 장르                       | 국가   | 역할                  | Ref. |
| ---- | -------------- | -------------------------- | ------ | --------------------- | ---- |
| 2017 | Abu Saleh (S1) | 소극 드라마 및 블랙 코미디 | 요르단 | 작가, 감독, 주연 배우 |      |
| 2019 | Abu Saleh (S2) | 소극 드라마 및 블랙 코미디 | 레바논 | 작가, 감독, 주연 배우 |      |

#### 프로그램
| 연도 | 제목                 | 장르                        | 제작 국가  | 역할                   | 채널      | Ref.          |
| ---- | -------------------- | --------------------------- | ---------- | ---------------------- | --------- | ------------- |
| 2012 | The other opinion    | 토크쇼 및 정치              | 팔레스타인 | 프로듀서 및 감독       | Wattan TV | [ 20 ]        |
| 2013 | Upside down          | 엔터테인먼트 및 복스 팝     | 팔레스타인 | 감독                   | Roya TV   | [ 17 ]        |
| 2014 | Zinko                | 토크쇼, 정치, 뉴스 풍자     | 팔레스타인 | 프로듀서, 감독, 진행자 | Roya TV   | [ 21 ] [ 22 ] |
| 2015 | Ghabash (S1)         | 엔터테인먼트, 복스 팝, 도전 | 요르단     | 프로듀서, 감독, 진행자 | Al Araby  | [ 23 ]        |
| 2015 | Archive              | 이력서                      | 요르단     | 프로듀서, 감독, 진행자 | Al Araby  | [ 24 ]        |
| 2016 | Ghabash (S2)         | 엔터테인먼트, 복스 팝, 도전 | 요르단     | 프로듀서, 감독, 진행자 | Roya TV   | [ 25 ]        |
| 2016 | Mute                 | 사회 및 정치 논평           | 팔레스타인 | 총괄 프로듀서          | Roya TV   | [ 26 ]        |
| 2017 | Hilal Mawwal         | 엔터테인먼트 및 토크쇼      | 레바논     | 선임 프로듀서          | Al Quds   |               |
| 2018 | Yours or the wolf's? | 리얼리티 쇼 및 수수께끼     | 레바논     | 프로듀서, 감독, 진행자 | Al Quds   |               |
| 2019 | Ghabash (S3)         | 엔터테인먼트, 복스 팝, 도전 | 팔레스타인 | 프로듀서, 감독, 진행자 | Roya TV   | [ 27 ]        |
| 2020 | Accordingly          | 재귀적 자기 개선            | 팔레스타인 | 작가, 진행자           | NBC TV    | [ 28 ]        |
| 2020 | Trick (S1)           | 리얼리티 쇼, 수수께끼, 상   | 팔레스타인 | 프로듀서, 감독, 진행자 | Roya TV   | [ 29 ]        |
| 2021 | Trick (S2)           | 리얼리티 쇼, 수수께끼, 상   | 팔레스타인 | 프로듀서, 감독, 진행자 | Roya TV   |               |

### 영화
| 연도 | 제목          | 장르        | 역할     | Ref.   |
| ---- | ------------- | ----------- | -------- | ------ |
| 2005 | 천국을 향하여 | 심리 드라마 | 배우     | [ 30 ] |
| 2016 | Mute          | 소극 드라마 | 프로듀서 |        |

### 연극
| 연도 | 제목                     | 장르        | 공연 국가         | 역할                | 감독             | Ref.          |
| ---- | ------------------------ | ----------- | ----------------- | ------------------- | ---------------- | ------------- |
| 2005 | Memory Page              | 사실주의    | 팔레스타인        | 극작가 및 주연 배우 | 구프란 오다      |               |
| 2007 | Flash Back               | 블랙 코미디 | 팔레스타인 요르단 | 극작가 및 주연 배우 | 사이드 사다      |               |
| 2008 | There on the Other Shore | 심리 드라마 | 팔레스타인 이집트 | 주연 배우           | 파티 압둘 라흐만 | [ 31 ] [ 32 ] |

### 라디오
| 연도 | 제목     | 장르                 | 국가       | 역할                  | Ref. |
| ---- | -------- | -------------------- | ---------- | --------------------- | ---- |
| 2013 | In court | 드라마, 범죄, 모호성 | 팔레스타인 | 작가, 감독, 주연 배우 |      |

## 수상
- 2008년 제11회 알렉산드리아 아랍 청소년 축제상, "There on the Other Shore".[31][32]

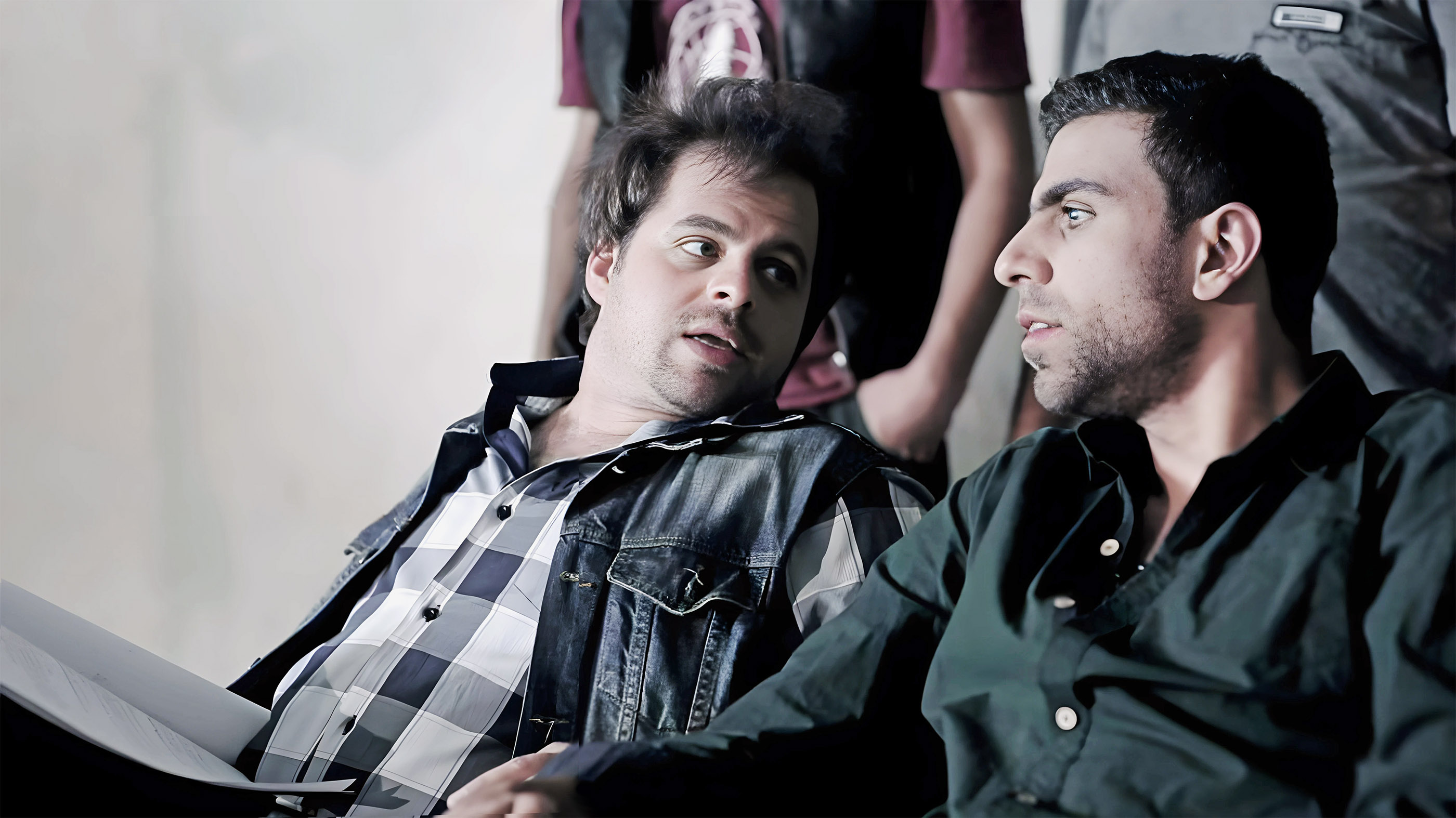
2015년 요르단 에서 TV 시리즈 " 수카즈 " 촬영 중인 팔레스타인 감독 압둘라흐만 타헤르